# Peter Dodson
Peter Dodson (* 20. August 1946 in Ross, Kalifornien) ist ein US-amerikanischer Wirbeltier-Paläontologe, der sich mit Dinosauriern befasst.
Dodson studierte an der University of Ottawa mit dem Bachelor-Abschluss in Geologie 1968, an der University of Alberta mit dem Master-Abschluss in Geologie und Paläontologie 1970 und an der Yale University, an der er 1974 promoviert wurde, während er am Peabody Museum of Natural History als Assistenz-Kurator war. Ab 1974 war er an der University of Pennsylvania, wo er 1975 Assistant Professor für Anatomie und später Professor an der Schule für Veterinärmedizin war.
Er erstbeschrieb Suuwassea 2004 und Avaceratops 1986. Dodson ist Spezialist für Ceratopsier und Herausgeber eines Standardwerks über Dinosaurier. Außer in Nordamerika grub er auch in Argentinien, Indien, Ägypten, Madagaskar und China aus.
Er hielt auch Vorlesungen über Geologie, Wissenschaftsgeschichte und (als gläubiger Christ) Religion.